# I Wanna Dance with Somebody (Who Loves Me)
«I Wanna Dance with Somebody (Who Loves Me)» (с англ. — «Я хочу танцевать с кем-то (кто любит меня)») — популярная песня, исполненная американской певицей Уитни Хьюстон и 1-й сингл со второго альбома Whitney. Композицию продюсировал Нарада Майкл Уолден, авторами стали Джордж Меррилл и Шэннон Рубикэм из группы Boy Meets Girl, который ранее записал и предыдущий хит № 1 Уитни («How Will I Know»). В марте 1988 года, на 30-й церемонии вручения «Грэмми», песня получила награду в категории «Лучшее женское вокальное поп-исполнение» .
"I Wanna Dance with Somebody — четвёртый хит Хьюстон, возглавивший американский чарт Billboard Hot 100 (2 недели № 1) и 2-й её № 1 в Великобритании (UK Singles Chart). Одновременно с лидерством песни в американском сингловом чарте, 27 июня 1987 года вышел альбом Whitney, возглавивший Billboard 200. Это был первый случай, когда женщина одновременно лидировала в двух основных американских хит-парадах. Сингл лидировал 2 недели на № 1 и пробыл 18 недель в чарте.

## История
В то время как дебютный альбом Хьюстон содержал серию любовных баллад, Дэвис искал более доступное звучание для следующего альбома. Отметив успех песни «How Will I Know», написанной Джорджем Меррилом и Шеннон Рубикэм из группы Boy Meets Girl, Дэвис снова обратился к этим авторам с просьбой сочинить следующий большой поп-хит для Хьюстон. Вскоре после того, как «How Will I Know» возглавила чарты, Меррилл и Рубикэм представили Дэвису и Arista песню «Waiting for a Star to Fall», которую музыкальный продюсер отклонил, посчитав, что она не подходит для записи Хьюстон. Позже авторы песен согласились, что песня была «немного менее универсальной» и что «в ней не было мелодий и энергии, характерных для [Хьюстон]». Затем Дэвис предложил авторам песен придумать более сильную песню.
По словам Меррилла и Рубикэм, идея песни «I Wanna Dance with Somebody» пришла им в голову, когда они гуляли по своему району Венис (Лос-Анжелес) в сумерках, «потому что в этом сумеречном часе есть что-то, что делает человека беспокойным и тревожным, или немного изолированным и отчуждённым от мира в некотором смысле… Существует социальное давление, типа „я должен что-то делать прямо сейчас“». Это чувство привело к тому, что Рубикэм увидела «в своём воображении картину, как я иду в клуб и нахожу компанию. Затем оно трансформировалось в поиск человека, которого можно полюбить, который полюбит тебя в ответ и будет танцевать с тобой танец жизни». В другом интервью Рубикэм объяснила: "Я представила себе одинокого человека, который мечтает найти для себя того особенного человека. На самом деле это не было «Я хочу пойти в дискотеку и потанцевать». Это было «Я хочу танцевать танец жизни с кем-то».
В то время как идея Рубикэм реализовалась, когда она написала первый куплет, она застряла на втором, заявив: «В первом куплете уже установлена ритмическая и мелодическая структура, поэтому ты как бы решаешь кроссворд, чтобы новые слова вписались в него». В конце концов, этот метод оказался успешным для завершения песни. После завершения демо-версии песни «с помощью синтезатора PPG Wave», сказал Меррилл, который помогал сочинять музыку и писать припев вместе с Рубикэм. Меррилл сказал: «Я думаю, что когда мы писали припев, у нас было действительно хорошее предчувствие. Мы чувствовали себя уверенно и, безусловно, достаточно уверенно, чтобы представить его Клайву [Дэвису]». Меррилл вспоминает, как бежал по аэропорту Trans World Airlines, чтобы представить демо-версию песни Дэвису. После того как Дэвис прослушал песню во время полёта обратно в Нью-Йорк, он одобрил её. Дэвис вспоминает в 2023 году, что услышал в припеве песни потенциал хита, но почувствовал, что «есть многое, что можно вывести на первый план», включая новую вокальную партию и аранжировку трека.

## Отзывы
«I Wanna Dance with Somebody (Who Loves Me)» получила смешанные отзывы критиков после своего выпуска в 1987 году. Винс Алетти из журнала Rolling Stone в своей рецензии на альбом Whitney раскритиковал эту песню, отметив, что «не рискуя, авторы [Меррилл Гриффит и Шеннон Рубикэм] просто придумали умный анаграмму своего оригинального хита [How Will I Know], а [Нарада Майкл] Уолден приукрасил её в том же весёлом стиле. Эта стратегия не так уж отличается от той, которая лежит в основе голливудских блокбастеров-сиквелов: это „How Will I Know II“». Критик поп-музыки из Los Angeles Times Роберт Хилбёрн описал песню как «восхитительно шумную мелодию с лёгким синтезаторным аккомпанементом и весёлым задором, напоминающим песню Синди Лопер „Girls Just Want to Have Fun“».
В своей рецензии на альбом Whitney Джон Парелес из The New York Times дал негативный отзыв, написав, что слушать «I Wanna Dance with Somebody (Who Loves Me)» и «You’re Still My Man», другой трек из альбома, было как «смотреть телевизор, пока кто-то возится с настройками цвета». В 2006 году Slant Magazine поместил песню на 88-е место в своём списке 100 величайших танцевальных песен, отметив, что «с её скобками в названии, липкой басовой линией, сентиментальными духовыми, звенящими клавишными и полутоновыми изменениями тональности [песня] является типичным представителем танцевального поп-музыки 80-х». К 2020 году сотрудники издания переместили её на 58-е место.

## Признание
«I Wanna Dance with Somebody (Who Loves Me)» получила награду «Любимый поп/рок-сингл» на 15-й церемонии American Music Awards 25 января 1988 года. Кроме того, Хьюстон получила премию «Грэмми» в номинации «Лучшее поп-вокальное исполнение, женский вокал» за эту песню на 30-й церемонии 2 марта 1988 года, где она получила в общей сложности три номинации. Музыкальный клип на эту песню был номинирован на премию «Лучший музыкальный клип» на 2-й церемонии Soul Train Music Awards 30 марта 1988 года. Хьюстон получила награду за «Лучшее музыкальное видео» на 1-й церемонии Garden State Music Awards. В 2015 году песня была признана британской публикой пятой любимой песней 1980-х годов в опросе, проведённом ITV. В 2021 году Rolling Stone поместил «I Wanna Dance with Somebody (Who Loves Me)» на 231-е место в обновлённом списке 500 величайших песен всех времён. В 2023 году Billboard поместил песню на первое место в своём списке 500 лучших поп-песен всех времён. В том же году American Songwriter поместил эту песню на первое место в списке самых культовых песен 1980-х годов. В 2025 году Screen Rant дважды поместил эту песню в два списка, назвав её седьмой самой знаковой песней 1980-х годов, а в другом списке — самой знаковой поп-песней этого жанра.

### Награды и номинации
| Организация                          | Год  | Награда                            | Результат | Ссылка |
| ------------------------------------ | ---- | ---------------------------------- | --------- | ------ |
| American Music Awards                | 1988 | Favorite Pop/Rock Single           | Победа    | [ 24 ] |
| Billboard Year-End Awards            | 1987 | Top Pop Singles                    | 4th place | [ 25 ] |
| Billboard Year-End Awards            | 1987 | Top Black Singles                  | Included  | [ 25 ] |
| Billboard Year-End Awards            | 1987 | Top Dance Sales 12-Inch Singles    | Included  | [ 25 ] |
| Billboard Year-End Awards            | 1987 | Top Dance Club Play Singles        | Included  | [ 25 ] |
| Billboard Year-End Awards            | 1987 | Top Adult Contemporary Singles     | Included  | [ 25 ] |
| Cash Box Awards                      | 1987 | Top 100 Pop Singles                | 2nd place | [ 26 ] |
| Cash Box Awards                      | 1987 | Top Black/Contemporary Singles     | Included  | [ 26 ] |
| Garden State Music Awards            | 1988 | Best Music Video                   | Победа    | [ 17 ] |
| Grammy Awards                        | 1988 | Best Pop Vocal Performance, Female | Победа    | [ 27 ] |
| Music & Media Year-End Awards        | 1987 | Single of the Year                 | Победа    | [ 28 ] |
| Official Charts Pop Gem Hall of Fame | 2014 | Hall of Fame Inductee No. 80       | Inducted  | [ 29 ] |
| Radio & Records                      | 1987 | CHR Record of the Year             | Победа    | [ 30 ] |
| Soul Train Music Awards              | 1988 | Best Music Video                   | Номинация | [ 16 ] |

### Итоговые списки
| Публикация          | Год  | Список                                        | Ранг | Ссылка |
| ------------------- | ---- | --------------------------------------------- | ---- | ------ |
| American Songwriter | 2023 | The Most Iconic Song of the 1980s             | 1    | [ 21 ] |
| Billboard           | 2021 | Greatest of All Time Songs of the Summer      | 104  | [ 31 ] |
| Billboard           | 2023 | The 500 Best Pop Songs of All Time            | 1    | [ 20 ] |
| The Guardian        | 2020 | The 100 greatest UK No 1s                     | 29   | [ 32 ] |
| Pitchfork           | 2015 | The 200 Best Songs of the 1980s               | 20   | [ 33 ] |
| Rolling Stone       | 2019 | 20 Biggest Songs of the Summer: The 1980s     | 8    | [ 34 ] |
| Rolling Stone       | 2021 | 500 величайших песен всех времён              | 231  | [ 19 ] |
| Screen Rant         | 2025 | 10 Songs That Completely Define the 1980s     | 7    | [ 22 ] |
| Screen Rant         | 2025 | 10 Pop Songs That Completely Define The Genre | 1    | [ 23 ] |
| Slant Magazine      | 2006 | 100 Greatest Dance Songs                      | 88   | [ 11 ] |
| Slant Magazine      | 2020 | 100 Greatest Dance Songs                      | 58   | [ 12 ] |
| VH1                 | 2000 | VH1’s 100 Greatest Dance Songs                | 86   | [ 35 ] |

## Чарты
Сингл также возглавил чарты Hot Adult Contemporary (3 недели № 1) и Billboard Hot Dance/Club Play Songs (2 недели № 1). Кроме того, сингл достиг № 2 в чарте Billboard Hot R&B/Hip-Hop Songs (бывший Hot Black Singles) в июле 1987 года.
28 июля 1987 года сингл был сертифицирован золотым ассоциацией Recording Industry Association of America (RIAA), и он, достигнув тиража в 1 000 000 копий, стал только третьим в году с таким достижением, и позднее был пересертифицирован платиновым. В итоговом годовом чарте Billboard Year-End сингл занял 4-е место в Top Pop Singles 1987. В Канаде песня дебютировала на № 74 в RPM Top 100 Singles в мае 1987, и возглавила его 4 июля 1987. По итогам 1987 года она стала № 2 в RPM Year-End Top 100 Singles 1987. Сингл позже был сертифицирован платиновым в Канаде (Canadian Recording Industry Association, CRIA) в феврале 1988 года.
Всего сингл возглавил хит-парады 12-ти стран мира. В Великобритании он дебютировал на десятой позиции в UK Singles Chart 23 мая 1987. Спустя две недели достигнув № 1 (6 июня 1987), став 2-м для Хьюстон чарттоппером в Англии. Сингл был сертифицирован золотым British Phonographic Industry (BPI) в августе 1987 за тираж в 400,000 копий.
Согласно данным The Official Charts Company, в Великобритании тираж сингла достиг 760 000 копий. Сингл также возглавил хит-парад Бельгии на 3 недели, Голландии — на 4 недели, Германии — на 5 недель, Италии — на 1 неделю, Норвегии — на 7 недель, Швеции — на 6 недель, и Швейцарии — на 6 недель, и вошёл в пятёрку лучших в Австрии и Ирландии. Сингл стал 2-м для Хьюстон чарттоппером в Австралии (Kent Music Report), оставаясь 5 недель на № 1. Песня также стала № 1 в Новой Зеландии (New Zealand Singles Chart оставаясь 4 недели на вершине.
Во всём мире было продано 4,2 млн копий сингла «I Wanna Dance with Somebody (Who Loves Me)» и он стал вторым для Хьюстон бестселлером после «I Will Always Love You» у которого тираж превысил 12 млн.экз.

## Список композиций синглов
| - US 12" Vinyl Single (Version 1) PID = AD1-9599 1. «I Wanna Dance with Somebody (Who Loves Me)» (12" Remix) ― 8:33 2. «I Wanna Dance with Somebody (Who Loves Me)» (Single Version) ― 4:52 3. «I Wanna Dance with Somebody (Who Loves Me)» (12" Remix — Radio Edit) ― 4:51 4. «I Wanna Dance with Somebody (Who Loves Me)» (Dub Mix) ― 6:48 5. «I Wanna Dance with Somebody (Who Loves Me)» (A Capella) ― 5:18 - US 12" Vinyl Single (Version 2)PID = AD1-9603 1. «I Wanna Dance with Somebody (Who Loves Me)» (12" Remix) ― 8:33 2. «I Wanna Dance with Somebody (Who Loves Me)» (Single Version) ― 4:52 3. «I Wanna Dance with Somebody (Who Loves Me)» (Dub Mix) ― 6:48 4. «I Wanna Dance with Somebody (Who Loves Me)» (Acappella Mix) ― 5:18 5. «Moment of Truth» ― 4:38 | - UK 7" Vinyl Single PID = RIS1 1. «I Wanna Dance with Somebody (Who Loves Me)» ― 4:52 2. «Moment of Truth» ― 4:39 - UK 5" Maxi-CD Single PID = RISCD 1, 659 008 1. «I Wanna Dance with Somebody (Who Loves Me)» (12" Remix) ― 8:32 2. «Moment of Truth» ― 4:36 3. «I Wanna Dance with Somebody (Who Loves Me)» (Dub Mix) ― 6:48 - US 5" Promo Maxi-CD Single PID = ASCD-9599 1. «I Wanna Dance with Somebody (Who Loves Me)» (Single version) ― 4:52 2. «I Wanna Dance with Somebody (Who Loves Me)» (12″ Remix — Radio Edit) ― 4:51 3. «I Wanna Dance with Somebody (Who Loves Me)»― 8:36 eastern |

## Участники записи
| - Авторы песни — George Merrill, Shannon Rubicam - Продюсер записи, аранжировщик — Narada Michael Walden - Вокал — Whitney Houston - Ударные — Narada - Синтезаторы ― Walter «Baby Love» Afanasieff - Бас-гитара ― Рэнди Джексон - Гитара ― Corrado Rustici - Программирование перкуссии ― Preston Glass - Альт-саксофон ― Marc Russo | - Бэк-вокал ― Jim Gilstrap, Kitty Beethoven, Kevin Dorsey, Myrna Matthews, Jennifer Hall, Whitney Houston - Simmons ― Greg «Gigi» Gonaway - Synth horns ― Sterling - Звукозапись, микширование ― David Fraser - Ассистент инженера ― Dana Jon Chappelle - Дополнительные инженеры ― Lincoln Clapp, Gordon Lyon, Jay Rifkin, Ken Kessie, Maureen Droney - Дополнительные ассистенты инженера ― Gordon Lyon, Stuart Hirotsu, Paul «Goatee» Hamingson, Noah Baron, Bill «Sweet William» Miranda, Ross Williams, Rob Beaton |

## Позиции в чартах и сертификации
| Чарт (1987)                              | Высшая позиция |
| ---------------------------------------- | -------------- |
| Australia (Kent Music Report)            | 1              |
| Austria (Ö3 Austria Top 40)              | 3              |
| Belgium (VRT Top 30)                     | 1              |
| Canada (RPM)                             | 1              |
| Netherlands (Dutch Top 40)               | 1              |
| European Hot 100 Singles (Music & Media) | 1              |
| France (SNEP)                            | 15             |
| Germany (Media Control Top 100)          | 1              |
| Ireland (IRMA)                           | 2              |
| Italy (Musica e Dischi)                  | 1              |
| New Zealand (RIANZ)                      | 1              |
| Norway (VG-lista)                        | 1              |
| South African Singles Chart              | 1              |
| Spain (AFYVE)                            | 4              |
| Sweden (Sverigetopplistan)               | 1              |
| Switzerland (Schweizer Hitparade)        | 1              |
| U.K. (The Official Charts Company)       | 1              |
| U.S. Billboard Hot 100                   | 1              |
| U.S. Hot R&B/Hip-Hop Songs               | 2              |
| U.S. Adult Contemporary Singles          | 1              |
| U.S. Hot Dance Music/Club Play           | 1              |

| Чарт (1987)                                      | Позиция |
| ------------------------------------------------ | ------- |
| Australian Kent Music Report Top 100 Singles     | 11      |
| Austrian Singles Chart                           | 14      |
| Canadian RPM Top 100 Singles                     | 2       |
| Dutch Singles Chart                              | 4       |
| Italian Musica e dischi the Best-selling Singles | 10      |
| South African Top 20 Hit Singles                 | 4       |
| Swiss Singles Chart                              | 3       |
| U.K Singles Chart                                | 3       |
| U.S. Pop Singles                                 | 4       |
| U.S. Black Singles                               | 24      |
| U.S. Adult Contemporary Singles                  | 9       |
| U.S. Dance/Club-Play Singles                     | 14      |

| Страна               | Сертификация |
| -------------------- | ------------ |
| Канада (CRIA)        | Платиновый   |
| Голландия (NVPI)     | Золотой      |
| Швеция (IFPI)        | Золотой      |
| Великобритания (BPI) | Золотой      |
| США (RIAA)           | Платиновый   |